# K.O. (Pabllo Vittar)
K.O. è un singolo discografico del cantante e drag queen brasiliano Pabllo Vittar, pubblicato nel 2017 ed estratto dal primo album in studio Vai passar mal.

## Tracce
- Download digitale

1. K.O. – 2:35
2. K.O. (Enderhax Remix) – 4:24

## Video
Il videoclip della canzone è stato diretto da João Monteiro.